# NGC 448
NGC 448 (другие обозначения — UGC 801, MCG 0-4-60, ZWG 385.51, PGC 4524) — галактика раннего типа в созвездии Кит. Открыта Льюисом Свифтом в 1886 году, описывается Дрейером как «довольно яркий, очень маленький, немного вытянутый объект».
Этот объект входит в число перечисленных в оригинальной редакции «Нового общего каталога».
Известно, что в галактике есть два дисковых компонента, вращающихся в разные стороны. Было определено, что они имеют одинаковый возраст, но у них разный химический состав. Было выяснено, что один из этих компонентов имеет внешнее происхождение, и мог быть сформирован путём захвата газового облака с последующим звездообразованием, либо поглощением галактики-компаньона.